# Mitchell Ryan
Mitchell Ryan, född 11 januari 1934 i Cincinnati, Ohio, död 4 mars 2022 i Los Angeles, Kalifornien, var en amerikansk skådespelare. 
Ryan har bland annat medverkat i TV-serier som Dark Shadows, Nord och Syd och Dharma & Greg.

## Filmografi i urval
- 1966–1967 – Dark Shadows (TV-serie) (107 avsnitt)
- 1970 – High Chaparral (TV-serie) (1 avsnitt)
- 1971–1975 – Cannon (TV-serie) (3 avsnitt)
- 1973 – Magnum Force
- 1973 – Mannen med oxpiskan
- 1973 – San Francisco (TV-serie) (1 avsnitt)
- 1975 – Baretta (TV-serie) (1 avsnitt)
- 1976 – Slaget om Midway (okrediterad)
- 1981 – Death of a Centerfold: The Dorothy Stratten Story
- 1985 – Dallas (TV-serie) (3 avsnitt)
- 1985 – Hotellet (TV-serie) (1 avsnitt)
- 1985–1995 – Mord och inga visor (TV-serie) (4 avsnitt)
- 1985 – Nord och Syd (TV-serie) (6 avsnitt)
- 1985 – The A-Team (TV-serie) (1 avsnitt)
- 1986 – All My Children (TV-serie) (1 avsnitt)
- 1987 – Dödligt vapen
- 1987 – St. Elsewhere (TV-serie) (1 avsnitt)
- 1989 – Farligt uppdrag (TV-serie) (1 avsnitt)
- 1989–1990 – Rättvisans män (TV-serie) (2 avsnitt)
- 1989 – Santa Barbara (TV-serie) (36 avsnitt)
- 1989 – Star Trek: The Next Generation (TV-serie) (1 avsnitt)
- 1990 – Lagens änglar (TV-serie) (1 avsnitt)
- 1991 – Hunter (TV-serie) (1 avsnitt)
- 1991 – Matlock (TV-serie) (1 avsnitt)
- 1991 – Pantertanter (TV-serie) (1 avsnitt)
- 1993 – General Hospital (TV-serie) (2 avsnitt)
- 1993 – Hot Shots! 2
- 1993 – På spaning i New York (TV-serie) (1 avsnitt)
- 1993 – Star
- 1994 – One West Waikiki (TV-serie) (1 avsnitt)
- 1994 – På tal om kärlek
- 1994 – Walker, Texas Ranger (TV-serie) (1 avsnitt)
- 1995 – Alla helgons blodiga natt 6
- 1995 – Judge Dredd
- 1997 – Advokaterna (TV-serie) (1 avsnitt)
- 1997–2002 – Dharma & Greg (TV-serie) (119 avsnitt)
- 1997 – En fiende ibland oss
- 1997 – Liar Liar
- 1997 – Även en lönnmördare behöver en träff ibland
- 2004 – The Drew Carey Show (TV-serie) (1 avsnitt)
- 2004 – Vita huset (TV-serie) (1 avsnitt)